# Myangad (cheval)
Pour les articles homonymes, voir Myangad.
Le Myangad est un type rustique et résistant de la race du cheval mongol, originaire de la région du même nom dans l'Ouest de la Mongolie. Il est élevé pour les courses et la viande.

## Histoire
Il est élevé par l'ethnie du même nom, celle des Myangad : cette ethnie mongole est en effet réputée pour la rapidité de ses chevaux, qui se sont fait connaître dans les autres régions mongoles sous le nom de « Myangad ». L'un des plus connus est le cheval mythique des années 1930, Shovgor tsenkher.

## Description
Le Myangad constitue l'une des cinq lignées répertoriées chez le cheval Mongol,, entre autres par CAB International. Des différences de morphologie, de taille, de couleur de robe, de vitesse, d'endurance et de productivité existent entre ces lignées de chevaux mongols,. Le Myangad se caractérise par la particularité rare d'avoir une vertèbre et une côte supplémentaires par rapport aux autres races de chevaux. Il présente des naseaux larges, une poitrine profonde et large, et des sabots en forme de bol. 
Il résiste à des conditions climatiques extrêmes. 
Sa robe est habituellement le bai ou le bai-brun.

## Utilisations
Il est surtout élevé pour les courses de chevaux et pour sa viande.

## Diffusion de l'élevage
Cette lignée est propre à l'ouest de la Mongolie, dans la région de Myangad, Durgun, Altan, Altan Huhii and, et des Grands lacs du bassin de Khovd, caractérisés par une niche écologique particulière, associée à des conditions climatiques extrêmes. Selon la base de données DAD-IS, de l'Organisation des Nations unies pour l'alimentation et l'agriculture, l'effectif se situe entre 3 000 et 3 500 chevaux en 2019. 